# 屋根神
屋頂神（日语：ヤネガミ、屋根神）或稱屋頂神大人，為流傳在日本愛知縣與岐阜縣一帶，在住宅屋頂設置神龕以祭祀之神祇。

## 概要與解說
關於屋頂神的起源，由於缺乏相關文史記載，故迄今仍不明。有人認為古代庶民沒有足敷設置神社的土地，故選擇在屋頂或屋簷等高處設置。此外，也有人認為屋頂神源自津島信仰或秋葉信仰，眾多說法莫衷一是。
關於屋頂神，自古以來百姓習慣祭祀秋葉神社的秋葉權現、津島神社或伊勢神宮（名古屋則為熱田神宮）的氏神 ，由町、鄰組等最小的行政區組織為單位舉行祭典。雖然位居屋簷高處而名為「屋頂神」，一般祭典時常稱呼為「秋葉先生」（（日語）秋葉さん）、「天王先生」（（日語）お天王さん）、「軒神大人」（（日語）軒神さま）等。不過神龕位居高處，近代常有人覺得舉行祭典時危險，仍以「屋頂神」之稱呼居多，甚至親切一點地稱呼為「屋頂神大人」。
由於鮮少受到第二次世界大戰波及，名古屋市區內仍保存許多屋頂神神龕的建築物，以西區最多、中村區次之、中區再次之。做過屋頂神實地調查的包括1976年芥子川律治的《屋頂神大人》（（日語）屋根神さま）、1992年山地英樹的寫真集《名古屋的屋頂神大人》（（日語）なごやの屋根神さま）等，芥子川的資料顯示名古屋市内共有244個，其中西區129個；山地的資料則是市內共221個，其中西區104個。不過根據2009年再次的調查，名古屋市內已銳減至135個屋頂神神龕。
近年來因都市化發展，加上熟知祭典流程的人逐漸高齡化，對屋頂神的祭祀逐年減少，祭典也加以簡化了。目前在愛知縣的尾張和三河地區、岐阜縣的美濃、飛驒地區還見得到屋頂神祭典；名古屋市及周邊的熱田、秋葉、津島等三神社也有。名古屋以外的地方則在各地秋葉神社，或者伊勢神宮與氏神合祀的場合見得到屋頂神祭典；另外某些津島神社也有。
以名古屋市為例，祭典以町內和鄰組區分成數組，每組約一百數十戶。主持祭典者稱「大町内」，餘稱「鄰組」，不過近年因人口老化，亦有將一列房屋內的人口合稱一戶的情況。祭典舉行日期為正月、月祭（亦即每月初一、十五）、熱田尚武祭、津島祭、秋祭（某些地方的氏神祭典）、秋葉祭等，也有些地方獨自約定某些特殊節日為祭典舉行日。信徒通常以蔬菜水果為供物，供桌上鋪設染有神紋的紫色布幔，並豎立書寫著神名的燈籠或旗幟。舉行時間從早上開始，約下午3、4點左右結束。從前也有人會在神龕前燃燒篝火，但現在以安全為由，大部分地方已廢除此項習俗。

## 信仰
屋頂神主要分布的範圍包括下列：
- 愛知縣：名古屋市、一宮市、犬山市、清須市、春日井市、小牧市、瀨戶市、津島市、岡崎市、西尾市等。
- 岐阜縣：岐阜市、大垣市、郡上市、關市、多治見市、羽島市、美濃市、高山市等。

名古屋市西區役所鑒於當地保有許多屋頂神的建築，在2001年曾出版《西區的屋頂神樣地圖》（（日語）西区の屋根神さまマップ）一書，至2008年止免費供人索閱。

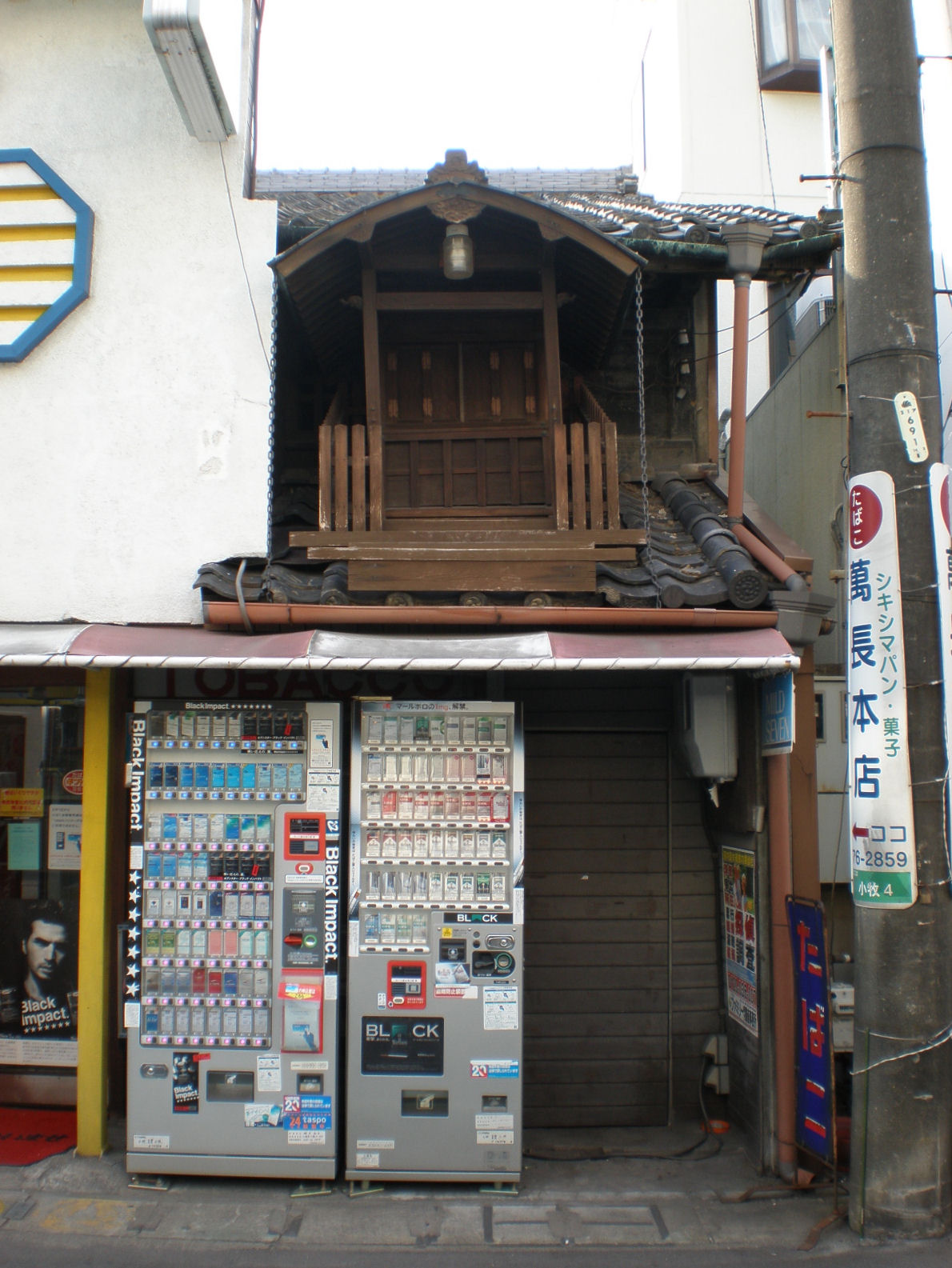
攝影地點：愛知縣小牧市
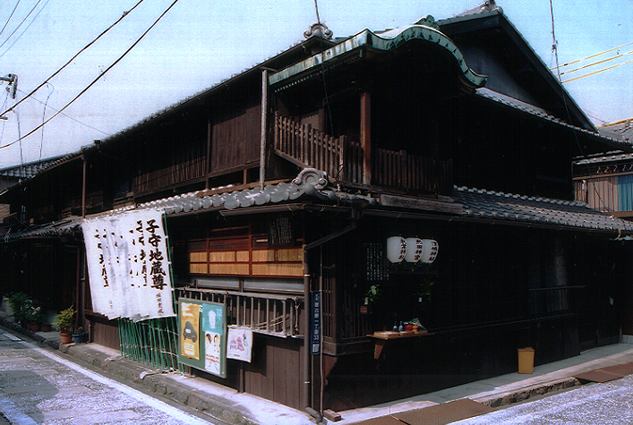
攝影地點：名古屋市西區
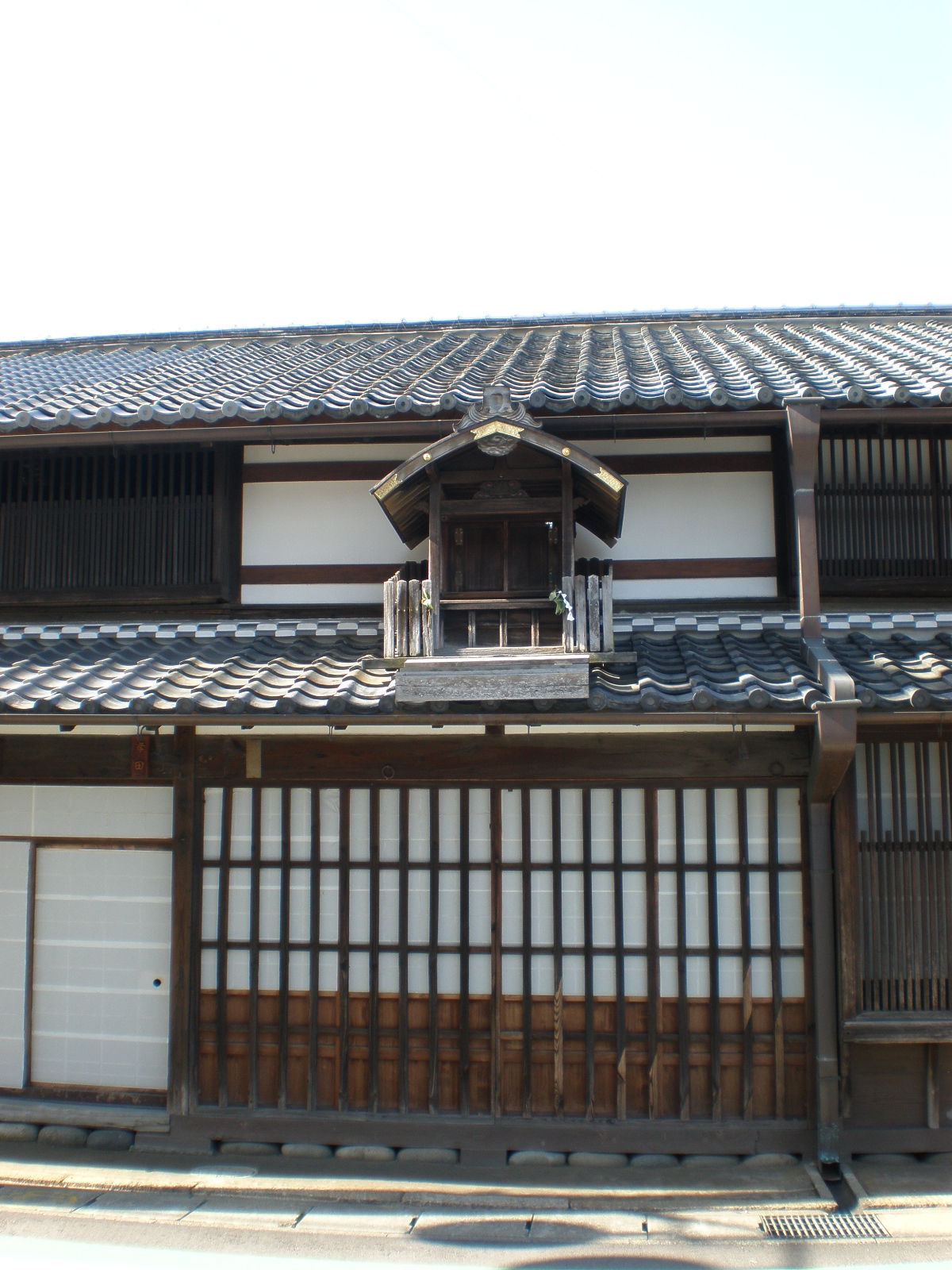
攝影地點：愛知縣小牧市

## 內部連結
- 津島神社

## 脚注
1. ↑  請見（日語）津島市公式ホームページ：歴史・ろまん探訪 的存檔，存档日期2012-11-08.。
2. ↑  參考《名古屋市における屋根神様とその起源》，近藤宗光著。

## 外部連結
- （日語）屋根神写真集 （页面存档备份，存于）